# Henry Middleton

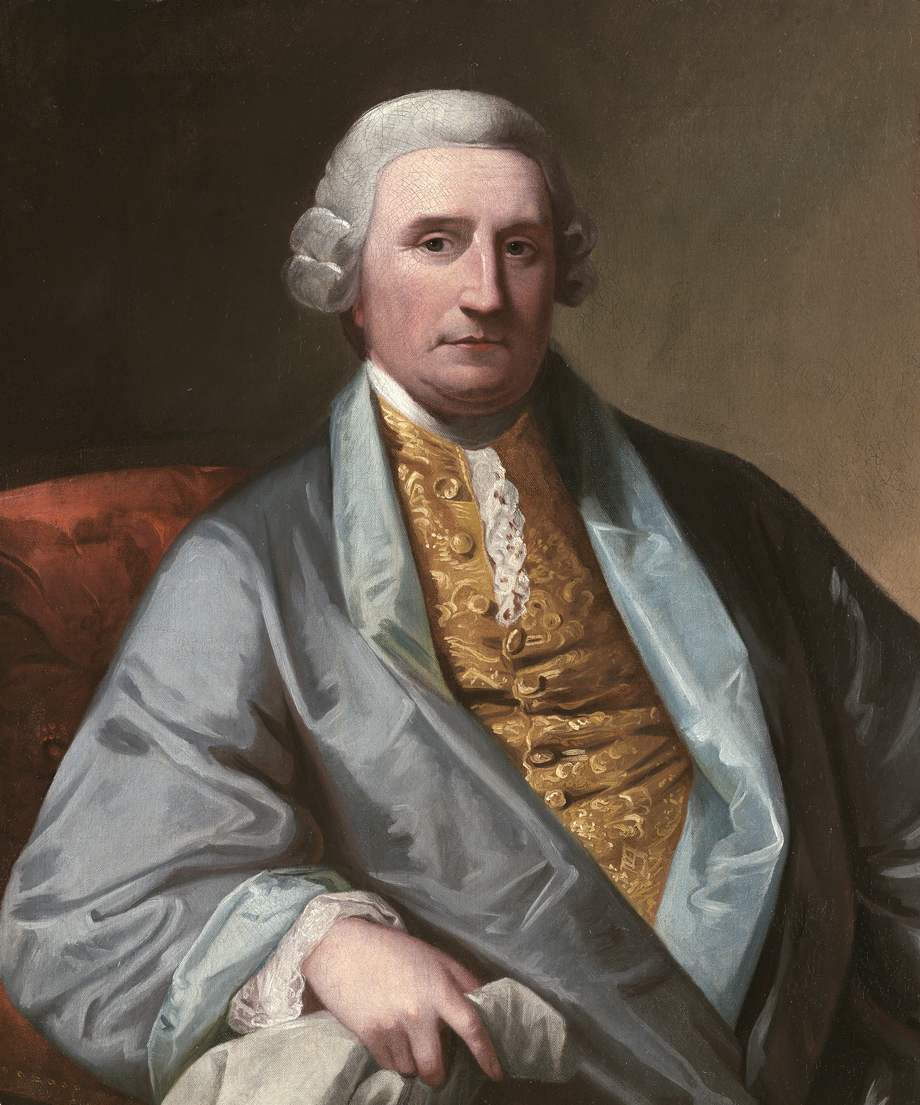
Henry Middleton, målning av Benjamin West.

Henry Middleton, född 1717 i nuvarande Charleston County i South Carolina, död 13 juni 1784 i Charleston County i South Carolina, var en amerikansk politiker. Han var president över den första kontinentalkongressen 22 oktober–26 oktober 1774.
Middleton studerade i England och var från och med 1742 verksam som fredsdomare. Han representerade South Carolina i kontinentalkongressen 1774–1775. Peyton Randolph, som var kongresspresident, lämnade sitt uppdrag några dagar före den första sessionens slut för att delta i en session av Virginias lagstiftande församling. Då den andra kontinentalkongressen samlades 1775, valdes Randolph återigen till kongresspresident. Precis som Randolph representerade Middleton en sydstat och John Adams från Massachusetts behövde dessutom South Carolinas stöd i en omröstning före slutet av den första sessionen. Som framstående plantageägare ansågs Middleton vara en nyckelperson i South Carolinas delegation och fick alltså i några dagar i oktober 1774 inneha det högsta politiska ämbetet i de tretton kolonierna.